# Abari
Abàri o Abaride (Ἄβᾱρις Ὑπερβόρειος, Ábaris Hyperbóreios) fu un leggendario indovino, taumaturgo e sacerdote di Apollo, forse realmente esistito e collocabile tra il VII e il VI secolo a.C.

## Tra mito e realtà
Secondo Erodoto (4,36), Pindaro e Platone, Abari proveniva dalla mitica regione dell'Iperborea, situata nell'estremo nord. Qui avrebbe appreso e sviluppato le sue abilità di guaritore. Secondo la leggenda, per aver esaltato in versi il viaggio di Apollo agli Iperborei, fu fatto primo sacerdote di Apollo Iperboreo e avrebbe ricevuto dal dio il dono dello spirito profetico e una freccia d'oro che si portava sempre dietro. Secondo alcune tradizioni anteriori la freccia gli permetteva di volare e grazie ad essa girava per tutta la Grecia guarendo ammalati senza mai toccare cibo.
Platone (Carmide 158C) lo classifica fra «i medici Traci» i quali praticavano una medicina che cercava in primo luogo di curare l'anima per mezzo di «incantamenti» (epodai).
Secondo il lessico Suda, Abari venne in delegazione ufficiale dal paese degli Iperborei ad Atene al tempo della terza Olimpiade. Il Suda attribuisce, inoltre, un certo numero di libri ad Abari, compreso un volume degli Oracoli Scitici in esametri, una teogonia in prosa, un lavoro sulle purificazioni ed un poema su Apollo presso gli Iperborei.
Secondo una variante della sua storia costruì il Palladio con le ossa di Pelope o, in alternativa, facilitò l'entrata del simulacro nel tempio di Atena a Troia.

### Abari e Pitagora
Vari aneddoti su questo personaggio sono citati nella Vita Pitagorica di Giamblico, dove si narra che Abari debellò la peste in molte città, fra cui Sparta e Cnosso (VP 92-93). Abari compare in una scena accanto a Pitagora alla corte del tiranno siciliano Falaride. I due saggi discutono su argomenti divini e sollecitano l'ostinato tiranno a seguire la virtù (ibid. 215-221). Giamblico, inoltre, attribuisce ad Abari una grande esperienza e perizia nei sacrificio di animali (ibid. 93).
Sempre secondo Giamblico fra i due saggi vi fu uno scambio di doni: Abari donò la sua freccia d'oro a Pitagora, che in cambio gli mostrò la sua coscia d'oro. Alcuni studiosi tendono a credere che la freccia rappresenti una bussola e la coscia d'oro non sia altro che il rapporto aureo.
Dicevano anche che aiutò il Palladio a scendere dal cielo per insediarsi nel Tempio di Minerva: la statua però si collocò da sola sull'altare. 
Abari prevedeva i terremoti e scongiurava le pestilenze.

## Influenze
Questo e altri personaggi leggendari presenti nella tradizione greca, come Aristea di Proconneso, accerterebbero i legami tra la cultura greca e lo sciamanesimo delle culture subartiche.

Secondo Karl Meuli, «la leggenda di Abari affonda pienamente le radici nelle genuine e antiche credenze religiose degli Sciti»...«Abari è uno sciamano, o piuttosto l'archetipo mitico di uno sciamano». 
Della sua possibile appartenenza allo sciamanesimo parla anche E.Dodds nel volume I Greci e l'irrazionale. Il viaggiare nell'aria sopra una freccia è una particolarità che si ritrova sovente nella descrizione dei poteri degli sciamani del nord, come pure la capacità di vivere senza alimentarsi.